# Mrežni marketing
Mrežni marketing (znan tudi kot angleško Multilevel Marketing, kratica MLM), imenovan tudi piramidna prodaja, je poslovni model, pri katerem prihodek podjetja izhaja iz direktne prodaje izdelkov ali storitev, ki jo opravljajo zunanji pogodbeni delavci, prihodek delavcev pa lahko izhaja iz dveh virov: neposredno iz deleža lastne prodaje in deleža prodaje na debelo drugim delavcem, ki jih je posameznik rekrutiral v sistem (t. i. down line). Na tej podlagi se, odvisno od konkretne ureditve v podjetju, oblikuje hierarhična piramidna ali binarna struktura sodelavcev. Njihova odgovornost je prodaja končnim kupcem, predvsem pa jih podjetje spodbuja, da rekrutirajo nove sodelavce, ki bodo postali distributerji nižje po lestvici.
Poslovni model v mnogočem spominja na klasične piramidne oz. Ponzijeve sheme, ki so ustvarjene z namenom opeharjenja sodelavcev v korist peščice ustanoviteljev in odvisne od stalnega dotoka novih članov, ki investirajo vanjo na podlagi obljub o velikem zaslužku. Od njih se razlikuje zlasti po dejstvu, da ustvarja prihodek s prodajo strankam izven sistema. Vendar pa se v praksi pogosto izkaže, da je produkt povsem postranskega pomena; jedro aktivnosti tovrstnih podjetij je vzpostavljanje strukture distributerjev, ki jih vabijo z obljubami o finančni neodvisnosti in hitrem zaslužku ter spodbujajo k aktivnemu novačenju novih članov, organizacija plačljivih seminarjev za izboljšanje prodaje ter motivacijskih dogodkov ipd.
Veliki zaslužki, ki jih izpostavljajo podjetja, ki se ukvarjajo z mrežno prodajo, so praviloma omejeni na lastnike in sodelavce na vrhu piramide distributerjev. Sodeč po poročilu, ki ga je objavila Ameriška zvezna komisija za trgovino (FTC) na podlagi študije 350 tovrstnih podjetij, ima dolgoročno dobiček le odstotek distributerjev, ostali bodisi zaslužijo dovolj le za pokritje stroškov bodisi investirajo več denarja v sodelovanje kot ga zaslužijo. To za nove sodelavce predstavlja bistveno manjšo verjetnost uspeha kot celo pri klasičnih piramidnih shemah brez produkta. Za razliko od njih je mrežni marketing legalen v večini držav, a se po mnenju nekaterih analitikov ne razlikuje od prepovedanih piramidnih shem v nobeni bistveni značilnosti. Od leta 1998 je prepovedan na Kitajskem, saj gre po mnenju oblasti za škodljiv »poslovni kult«, podoben piramidnim shemam.